# Trachelas roeweri
Trachelas roeweri là một loài nhện trong họ Trachelidae.
Loài này thuộc chi Trachelas. Trachelas roeweri được George Newbold Lawrence miêu tả năm 1938.